# 元容徳
元 容德（ウォン・ヨンドク、원용덕、1908年2月29日 - 1968年2月4日）は、大韓民国の陸軍軍人・医師。本貫は原州元氏。満州国軍出身者では最高位の中校（中佐）であった。李承晩大統領に忠実で、釜山政治波動などの政治的事件に関わった政治軍人として知られている。創氏改名時の日本名は原本 昌秀。
息子の元昶喜の妻は元国会議長の李載灐の長女である。

## 経歴
1931年、セブランス医科専門学校卒業。1934年、満州国軍に入隊し、軍医として服務。同年7月1日、任軍医上尉、興安軍官学校軍医処附。1935年8月5日、奉天陸軍病院附。1935年9月21日、皇帝訪日記念章受章。1936年、興亜協会に参加。1937年4月1日、第1教導隊司令部附。1937年9月10日、第1独立砲兵隊附。1938年5月5日、軍医少校。1940年3月2日、原本昌秀に創氏改名。1942年、軍医中校。1943年9月15日、勲四位柱国章受章。
1945年12月、軍事英語学校補佐官。1946年2月7日付で軍事英語学校を卒業して、任少佐（軍番10041番）、南朝鮮国防警備隊総司令官。
1946年9月、警備士官学校校長。1946年12月7日、第8連隊長。1947年12月1日、第2旅団長。
1948年、韓国軍内の左翼分子を除去する粛軍が行われると、朴正煕が検挙された。朴正煕が満州国陸軍軍官学校の生徒であった時、元容徳は学校の軍医であったため、朴正煕を大変惜しみ、助命活動を行った。
1949年1月15日、第5旅団長。同年8月、陸軍本部行政参謀副長。
1950年4月、護国軍参謀副長。同年7月、西海岸地区戦闘司令部（司令官：申泰英少将）副司令官。朝鮮戦争中に予備役編入となったが、1952年1月に准将で現役に復帰した。1952年4月、第2軍団（軍団長：白善燁中将）副軍団長。4月9日、国防部長官補佐官。1952年5月、少将。
1952年5月25日、嶺南地区戒厳司令官。憲兵、特務隊、警察を動員して野党の国会議員を逮捕、拘禁した。
1953年、李承晩の命令で憲兵総司令部が創設され、司令官に就任。この憲兵総司令部は陸軍の憲兵（監：石主岩准将）とは別系統の組織で、大統領直轄であった。今まで秘密警察勤務を担当してきた金昌龍の防諜部と併立する関係であったことから両者は対立し、李承晩はこれを忠誠を競い合わせる方向に利用して政敵を次々に圧殺した。5月16日、中将。同年6月、李承晩の指示に従って反共捕虜を釈放した。
1960年、四月革命が起きると1954年に起きた不穏文書投入事件と金聖柱殺害事件の首謀者として拘束され、翌年9月に懲役15年の判決を下された。1963年、恩赦。
1968年2月4日午前5時、趙光賢内科病院（조광현내과병원）で狭心症により死亡。
2008年4月28日に民族問題研究所と親日人名辞典編纂委員会が発表した親日人名辞典収録対象者軍部門に含まれていた。

## 人物
満州国軍時代、とある集会で、日本人将校が朝鮮人を侮蔑する発言をすると、元容徳が刀を抜いて騒ぎになったことがあったという。
1949年8月19日に駐韓軍事顧問団団長のロバーツがチャールズ・ボルトに送った手紙には「元医師で、反米であり、無能のため師団から解任しなければならなかった」と書かれている。